# ロブソン郡 (ノースカロライナ州)
ロブソン郡（英: Robeson County）は、アメリカ合衆国ノースカロライナ州の南部に位置する郡である。人口は11万6530人（2020年）。アメリカ国内には人種構成で第1位の人種が過半数を越えない郡が10%ほどあるが、ロブソン郡もその1つである。インディアン、アフリカ系アメリカ人、ラテン系アメリカ人を合わせた構成比は68%以上に達する。インディアンの構成比が38%になっている。
ロブソン郡は1787年にブレイデン郡から分離して設立された。郡名は、アメリカ独立戦争の英雄であるターヒール出身のトマス・ロブソンに因んで名付けられた。1781年、ロブソンと70名の愛国者が、エリザベスタウンの戦いで400名のロイヤリスト部隊を破った。
郡庁所在地はランバートンであり、同郡で人口最大の都市である。ノースカロライナ大学ペンブローク校は昔からインディアンのためのカレッジであり、ロブソン郡内にある。

## 歴史

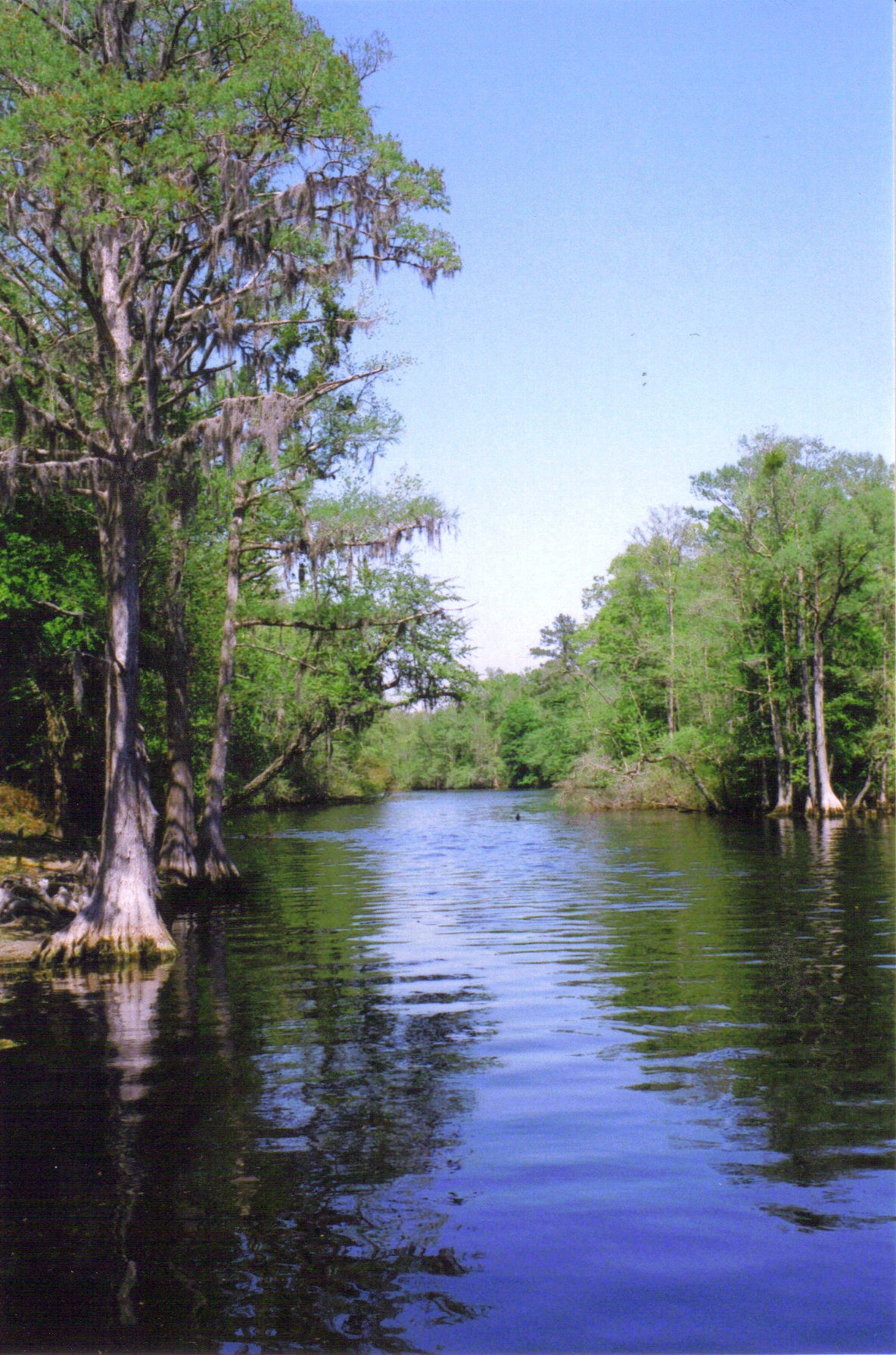
ランバー川、オーラム近く、プリンセスアンで乗ったボートから撮影

ロブソン郡で行われた考古学発掘調査により、最終氷河期が終わった後から様々な文化を持ったインディアンが、この地域に広がり継続して占有していたことが裏付けられた。彼らはランバー川近くに宿営地や定住地を持ち、飲料水、交通手段、釣りなど野生生物の狩猟場所としていた。インディアンはカロライナ・ピードモント台地から現在のロブソン郡領域にもたらされた材料を使って石器を作っていたことが、地元の発掘で明らかになっている。ある場所では大量の古代土器が見つかり、古代ウッドランド期のものとされてきた。地元の集落は他地域と結んだ広範な交易網に属していたことも分かっている。ランバー川流域の一部は「文化交流地帯」だった。
湿地、水流、および掘り抜き井戸がインディアンの卓越した水供給源となった。魚は豊富であり、地域に繁茂する植生には多くの食用種が含まれていた。「カロライナ・ベイズ」が地域に散在していた。1万年前の多くのクローヴィス石器がその堤で見つかっており、インディアンがこの窪みを宿営地として使っていたことを示している。
ヨーロッパ人植民者が接触した後、カオリナイト製タバコパイプなどヨーロッパの製品がスペイン人、フランス人、イギリス人と海岸地域のインディアンとの間で交易された。海岸部の人々は内陸の人々と交易を行った。ヨーロッパ製品の遺物は、ランバー川沿いにヨーロッパ人の恒久的開拓地ができる以前のものとされている。

### 植民地時代
ヨーロッパ人が接触した後の時代に、ロブソン郡となった地域に関する初期の史料は少ない。1725年、ウィノー工場の測量士が、現在のペンブロークの町の数マイル西、ランバー川沿いにワッカモー族インディアンの集落を地図に記載していた。1773年、ノースカロライナ総督アーサー・ドブスが、ブレイデン郡民兵隊の隊長であるラザフォード大佐からの報告書に関して、「50家族の「混血の人々」がドラウニング・クリーク沿いに住んでいる」と記していた。彼らは「ムラート」と呼ばれ、アフリカ系とヨーロッパ系の混血を意味していた。
現在のロブソン郡領域はブレイデン郡に入っていた。イングランド系植民地人が川の名前をドラウニング・クリークとした。1715年から1717年に起きたヤマシー戦争、1711年から1715年まで続いたタスカローラ戦争の激しい混乱の後、1718年にはアルゴンキン語族のワッカモー族がサウスカロライナ植民地を離れた。彼らは1725年までに現在のペンブロークの西に集落を作っていた可能性がある。
スミソニアン博物館人類学者のジョン・R・スワントンが、1950年代以前のクロアタン族と呼ばれる人々の起源を突き止めようとした。クロアタン族はその後ラムビー族と呼ばれている。スワントンは、その人々がスー語を話す人々の子孫であり、その中でもよく知られているのがチェロー族とキヨーウィー族だと断定した。彼らはスワントンの研究範囲にはなかった。また近年の発見でスワントンの所見の幾つかは覆されている。
チェロー族の子孫であることがラムビー族の口承で伝えられ、彼らが連邦政府に部族認定を求める根拠になっている。タスカローラ族はその大半が1722年までにニューヨーク植民地に移住したが、そのような部族の避難民がロブソン郡領域に集まり、19世紀初期の人々と融合したことを示唆している。
18世紀半ばから、バージニア植民地から多くの移住者がフロンティアに入ってきた。18世紀後半までに、入植の様式が変わった。地域の川の名前も変えられた。アメリカ独立戦争の後、ノースカロライナ州が抽選で土地区画を分譲し、それによってランバートンの町ができた。この町は1788年に法人化され、重要な木材と海軍用物資産業があったことから、ジョン・ウィリスがランバートンという町名を提案した。この産業は19世紀を通じてロブソン郡の農業以外の経済を支配した。ランバートンはこの世紀を通じて「ドラウニング・クリーク」と呼ばれる地域にあり、この言葉が川の水源を指す意味で使われている。最初のロブソン郡庁舎は、ランバートンの設立者ジョン・ウィリスが所有していた「レッドブラフ・プランテーション」の一部だった土地に建てられた。ロバートソン郡の郵便局は1794年に設立された。1809年、州議会がドラウニング・クリークを、地域の主要産業に因んでランバー川と改称した。
1790年から1810年の国勢調査では、白人と自由有色人の分類が使われ、自由有色人にはアフリカ系とインディアン、さらにはアフリカ系ヨーロッパ人の子孫が含まれた。奴隷の数は少なかった。20世紀後半の研究者は、これら国勢調査に記録されたノースカロライナの自由有色人の80%が、バージニアの植民地時代に解放されたアフリカ系アメリカ人だったとしている。郡の記録、土地の譲渡証書、年季奉公など史料から、ポール・ハイネグは混血の家族の大半は、白人女性（彼らに自由を与えていた）とアフリカ人やアフリカ系アメリカ人である男性との植民地時代の結合から生まれた子孫であるとしている。さらに17世紀半ばには既にバージニアで解放されたアフリカ人男性奴隷もいた。自由人である白人女性と共に、この地域に移住してくる前に数世代の自由人家族を築いていた。南部植民地の初期、労働者階級の白人とアフリカ人は密接に共同して働いており、結婚や同棲を行っていた。フロンティアに移ってきた自由有色人の多くは、海岸プランテーション地域の人種的拘束から解放された 。
19世紀、混血と呼ばれた他の開拓者はインディアン、ポルトガル人、あるいはアラブ人と呼ばれ、北部ヨーロッパ人との外面的な違いをもとに分類していた。アフリカ人奴隷に対する人種差別から逃れるためにインディアンだと自己申告する場合もあった。歴史家のアイラ・バーリンに拠れば、大西洋のクレオールの子孫がおれば、アフリカ系ポルトガル人の混血の場合もあったが、大半はイギリス系白人女性とイギリス植民地にいたアフリカ系男性の子孫だった。地域に留まっていたインディアンと混血する場合もあった。初期土地証書など歴史的文書にある名称は、当時ラムビー族と自己申告した者を含め自由有色人家族の多くに一致している。開拓地としてはプロスペクトやレッドバンクスがあった。

### 19世紀
南北戦争の開戦までに、アッパーサウスに残っていたインディアンの多くが、生き残るために苦しみ、その状態は悪化を続けた。1790年の地方および連邦政府の国勢調査からは、南部州のインディアンは自由有色人とされ、他にアフリカ系アメリカ人があった。1831年のナット・ターナーの奴隷蜂起があった後の1835年、ノースカロライナ州は他の南部州と同様にインディアンと同定した人を含め自由有色人の権利を制限した。自由黒人が奴隷反乱を助けることを恐れ、州議会は自由有色人の投票権、陪審員となること、武器を所有し使用すること、読み書きを覚える権利を制限した。1830年代、連邦政府はインディアン移住を実行し、チェロキー族など文明化五部族をミシシッピ川の西にあるインディアン準州に移住させた。アメリカ合衆国南東部に留まったインディアンは、白人の監督を避けるためにフロンティアや狭い地域に住んだ。

### 南北戦争
ノースカロライナ州は1861年にアメリカ合衆国から脱退した。1862年に起きた黄熱病の大流行により、ケープフェア地域人口の10%が減った。従軍可能年齢にあった白人男性の大半が南軍に従軍するか、地域を出て行った。南軍はアフリカ系アメリカ人奴隷を労働者として徴用し、ウィルミントンに近いフィッシャー砦を守る防御体系を建設させた。そのような徴用はロブソン郡の自由有色人にも影響した。
ロブソン郡の自衛隊は郡判事、牧師、弁護士などで構成され、農園主の利益を代表していた。大規模奴隷所有者は従軍を免除された。その自衛隊がヘンリー・ベリー・ローリーの父であるアレン・ローリーの農場を襲撃し、アレンともう一人の息子であるウィリアムを殺した。ヘンリー・ローリーは復讐を誓った。
南北戦争の終盤、ウィリアム・シャーマン将軍の北軍が、北に進軍する過程でロブソン郡に向かって進み始めた。1865年2月17日にコロンビア市を北軍が焼いたことを聞くと、ロブソン郡住民は北軍の侵攻を心配し始めた。ランバートンのメソジスト教会牧師ワシントン・チャフィンはその日記に、シャーマンやそのヤンキー部隊がどのように郡を扱うかを推測していた。チャフィンはヘンリー・ベリー・ローリーとその徒党が「この郡に多くの災いをもたらしている」と記した。ローリーの一味は白人の家産を「壊し、破壊していた。」戦争の終盤にギャングと暴徒が私的な抗争を行っていた。
その後の7年間、ヘンリー・ベリー・ローリーは自由有色人、貧乏白人と黒人の一団を率い、社会不安にあった時代に多くあった戦後暴動の1つとなった。ローリーは白人特権階級を標的にした。その行動は貧乏だった多くの民衆にとっては伝説の英雄となった。

### 20世紀

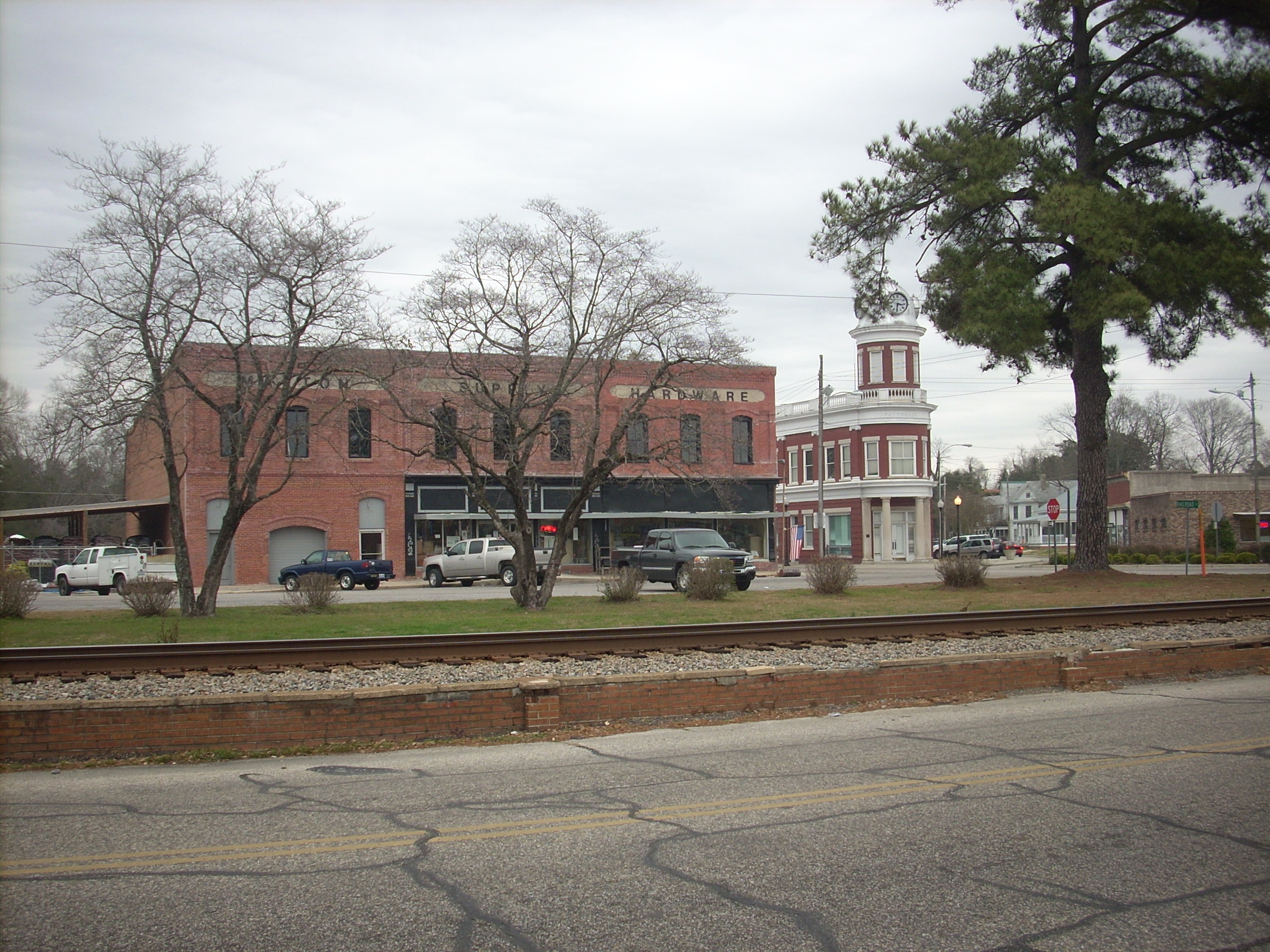
マクストンの店舗

20世紀後半まで、ロブソン郡はクー・クラックス・クランとその支持者の活動の中心だった。1958年1月18日に起きたヘイズ池の戦いでは、マクストンの町でグランドウィザードであるジェイムズ・W・"キャットフィッシュ"・コールが率いるクー・クラックス・クランとその支持者推計50名を、武装したラムビー族インディアンが追撃した。

## 政治と郡政府
2010年、ロブソン郡動物保護施設が動物愛護活動の攻撃目標となった。この保護施設は適切に動物を世話してはおらず、資格ある救援団体に家の無い動物を渡さず、適切な安楽死もおこなっていないと糾弾した。この問題を解決させるためにメディアが注目した。保護施設は解散され、安楽死も間もなく中止された。
ロブソン郡は地域のランバー川自治体委員会のメンバーである。

## 地理
ロブソン郡はサウスカロライナ州との州境にあり、ノースカロライナ州ではブレイデン郡、コロンバス郡、カンバーランド郡、ホーク郡、スコットランド郡と接している。
アメリカ合衆国国勢調査局に拠れば、郡域全面積は951平方マイル (2,463 km2)であり、このうち陸地949平方マイル (2,457 km2)、水域は2平方マイル (6 km2)で水域率は0.23%である。総面積は州内最大である。地形は概して平坦なところからうねりのある海岸平原であり、砂質丘陵や海岸砂丘で構成されている。標高は最南東部の60フィート (18 m) から北部のパークトンの西の250フィート (75 m) まで変化している。さらに概して北西から南東に流れる多くの湿地があり、ランバー川に流れ込んでいる。最も湿地の多い地域は、ノースカロライナ州政府が認定するラムビー族インディアンが多く住んでいる。

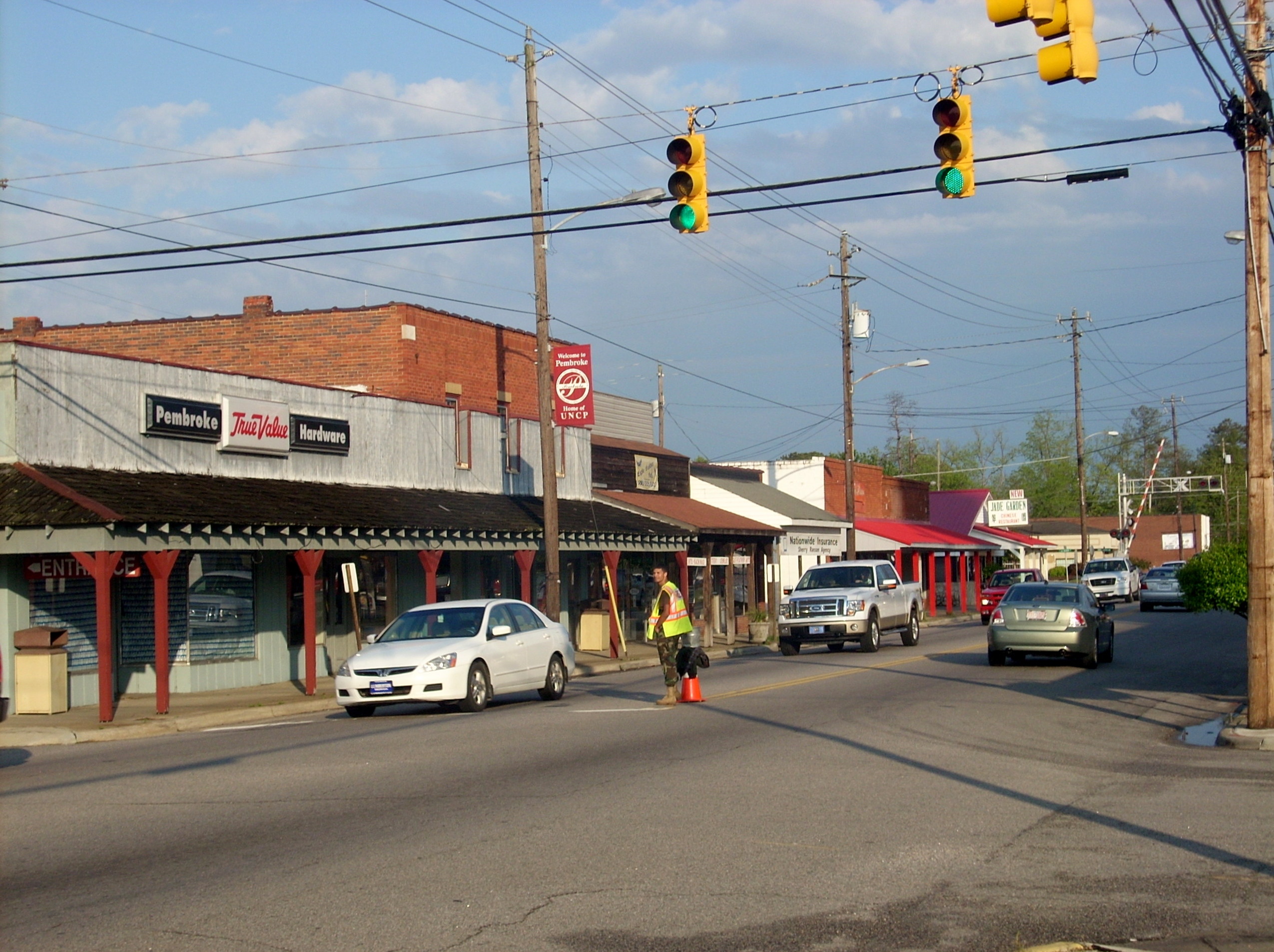
ペンブローク、ロブソン郡製材産業の中心

### 郡区
| | | |
| - アルフォーズビル - バックスワンプ - ブリッツ - バーントスワンプ - イーストハウェルズビル - フェアモント - ガディ - ランバーブリッジ - ランバートン - マクストン | - オーラム - パークトン - ペンブローク - フィラデルファス - ラフトスワンプ - レイナム - レッドスプリングス - レナート - ローランド - サドルツリー | - シャノン - スミスス - スマーナ - セントポールズ - スターリングス - トンプソン - ユニオン - ウェストハウェルズビル - ホワイトハウス - ウィシャート |

### 主要高規格道路
- 州間高速道路95号線
- 州間高速道路74号線(将来）アメリカ国道74号線
- アメリカ国道301号線
- アメリカ国道501号線
- ノースカロライナ州道20号線
- ノースカロライナ州道41号線
- ノースカロライナ州道71号線
- ノースカロライナ州道72号線
- ノースカロライナ州道83号線
- ノースカロライナ州道130号線
- ノースカロライナ州道211号線
- ノースカロライナ州道710号線
- ノースカロライナ州道711号線
- ノースカロライナ州道904号線

### 隣接する郡
- カンバーランド郡 - 北北東
- ブレイデン郡 - 東
- コロンバス郡 - 南東
- オリー郡 - 南（4郡が集まる点、ランバー川のフェアブラフ近く）
- ディロン郡 (サウスカロライナ州) - 南西
- マルボロ郡 (サウスカロライナ州) - 西
- スコットランド郡 - 北西
- ホーク郡 - 北北西

## 人口動態

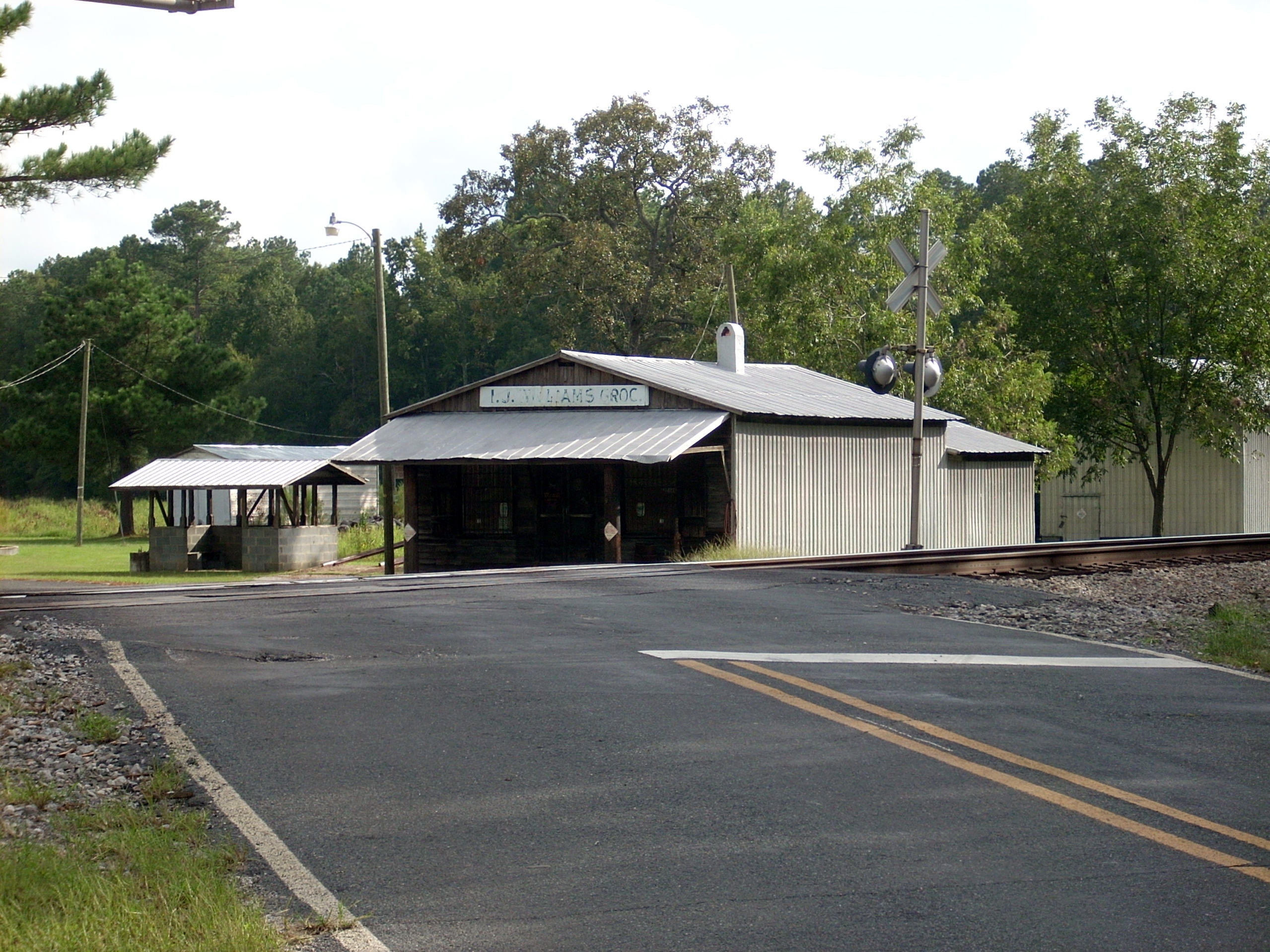
レックスの鉄道接続点と雑貨屋

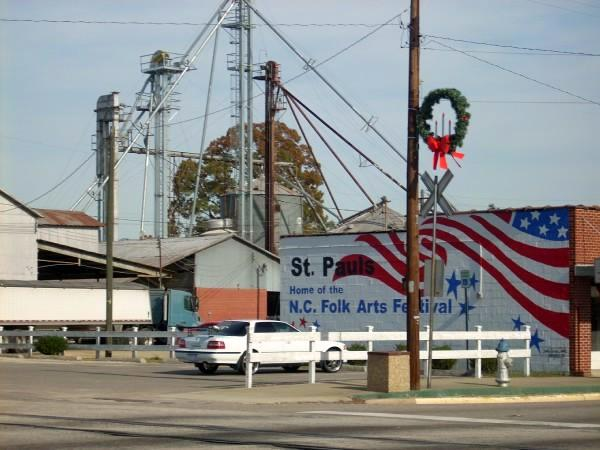
セントポールズ

以下は2000年国勢調査による人口統計データである。
| 基礎データ - 人口: 134,168人（2010年） - 世帯数: 43,677 世帯 - 家族数: 32,015 家族 - 人口密度: 50人/km2（130人/mi2） - 住居数: 47,779軒 - 住居密度: 19軒/km2（50軒/mi2） 人種別人口構成 - 白人: 32.80% - アフリカン・アメリカン: 25.11% - ネイティブ・アメリカン: 38.02% - アジア人: 0.33% - 太平洋諸島系: 0.06% - その他の人種: 2.26% - 混血: 1.41% - ヒスパニック・ラテン系: 4.86% 年齢別人口構成 - 18歳未満: 29.0% - 18-24歳: 10.6% - 25-44歳: 29.3% - 45-64歳: 21.1% - 65歳以上: 10.0% - 年齢の中央値: 32歳 - 性比（女性100人あたり男性の人口） - 総人口: 94.7 - 18歳以上: 91.2 | 世帯と家族（対世帯数） - 18歳未満の子供がいる: 37.0% - 結婚・同居している夫婦: 46.6% - 未婚・離婚・死別女性が世帯主: 20.6% - 非家族世帯: 26.7% - 単身世帯: 22.7% - 65歳以上の老人1人暮らし: 10.4% - 平均構成人数 - 世帯: 2.75人 - 家族: 3.20人 収入と家計 - 収入の中央値 - 世帯: 28,202米ドル - 家族: 32,514米ドル - 性別 - 男性: 26,646米ドル - 女性: 20,599米ドル - 人口1人あたり収入: 13,224米ドル - 貧困線以下 - 対人口: 28.2% - 対家族数: 19.6% - 18歳未満: 30.0% - 65歳以上: 25.3% ノースカロライナ州では最貧クラスの郡である |

### インディアン
ノースカロライナ州のラムビー族インディアンが州内インディアン人口101,000人の半分以上を占めている。その人口は58,443人であり、1980年の43,465人からは34.5%増加した。ランビー族は主にロブソン郡、ホーク郡、カンバーランド郡、スコットランド郡に住んでいる。ロブソン郡のインディアン人口は2000年時点で46,869人だった（郡全体は123,339人）。その大半はランビー族と申告しており、人口構成比38.02%は郡内の人種構成の中で最高となっている。
ラムビー族はミシシッピ川以東では最大のインディアン部族であり、国内でも第9位である。国内に居留地を持たない部族としても最大である。ラムビー族が過半数を占める町が郡内にある。

## 都市と町

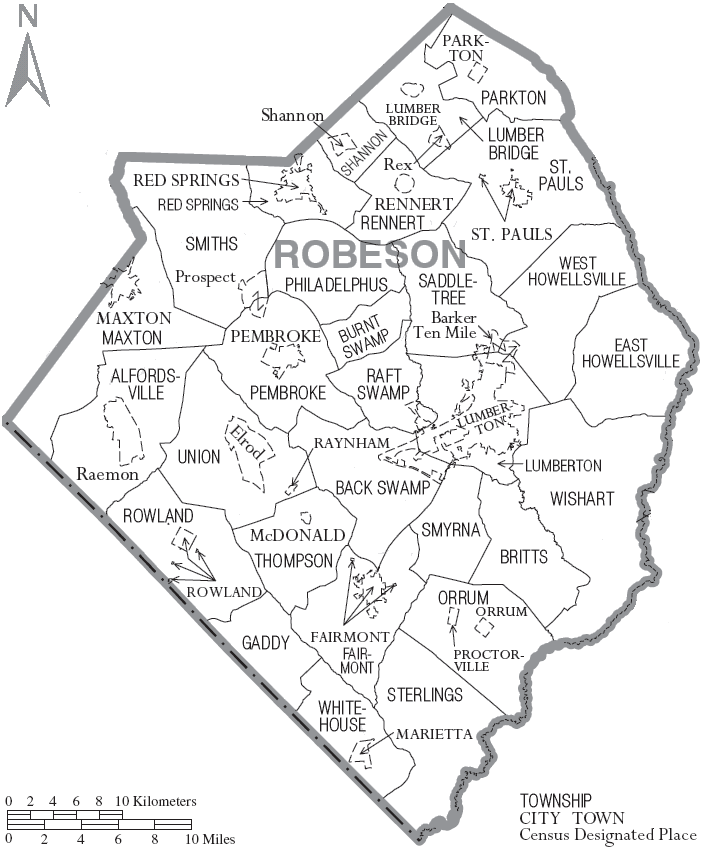
ロブソン郡の自治体と郡区

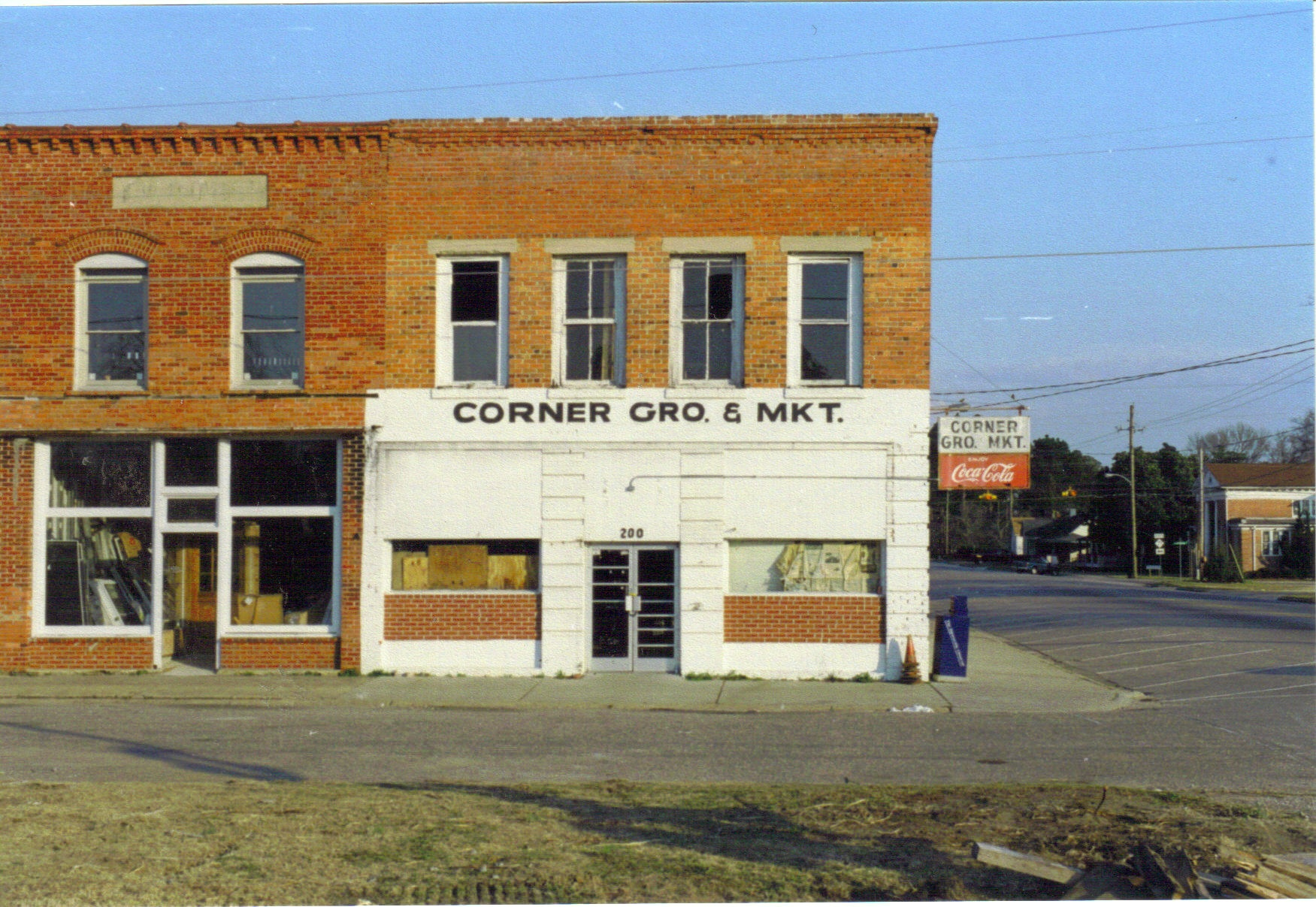
パークトン中心街の放棄された雑貨店

### 市
- ランバートン - 郡庁所在地

### 町
| - フェアモント - ランバーブリッジ - マリエッタ - マクストン - マクドナルド - オーラム - パークトン | - ペンブローク - プロクタービル - レイナム - レッドスプリングス - レナート - ローランド - セントポールズ |

### 国勢調査指定地域
| - バーカーテンマイル - エルロッド | - プロスペクト - レイモン | - レックス - シャノン |

### 未編入の町
- ブルーミントン
- ファイブフォークス
- レッドバンクス

## 著名な出身者
- クリス・チェイヴィス、プロレスラー、リング名は「タタンカ」、「ウォー・イーグル」、WWEのメンバー、ラムビー族インディアン
- ヘンリー・ベリー・ローリー、タスカローラ族の血が入っていると言われる、ラムビー族の文化的英雄、レコンストラクション時代に農園主特権階級を対象に暴動を主導した